# فوبوس جرانت
فوبوس جرونت أو فوبوس جرانت (بالروسية: Фобос-Грунт) كانت مهمة فضاء روسية لمحاولة إعادة عينة من تربة فوبوس، أحد أقمار المريخ. ضمت المهمة أيضًا المسبار الصيني ينج هو-1، وكذلك تجربة في علم الأحياء وضعتها الجمعية الكوكبية.
انطلقت المهمة في 9 نوفمبر 2011 في الساعة 02:16 بالتوقيت المحلي (8 نوفمبر 20:16 بالتوقيت العالمي الموحد). لكن فشلت محاولات تشغيل الصاروخ من أجل توجيهه إلى مسار المريخ، ما جعل المهمة تبقى في مدار الأرض المنخفض. ولم تنجح المحاولات في إعادة تشغيل المركبة، ودخلت في هبوط غير متحكم به إلى الأرض في 15 يناير 2012 في المحيط الهادئ غرب تشيلي. وكان من المقرر في حال نجاح المهمة أن تعود المركبة بعينة وزنها 200 جرام من تربة فوبوس.
المهمة كانت أول مهمة روسية لمسبار ما بين كوكبي بعد مهمة مارس 96.

## استشهادات
1. ↑  Jonathan McDowell, Jonathan's Space Report (بالإنجليزية), QID:Q6272367
2. ↑  "شظايا مسبار فوبوس - جرونت تتهاوى على الأرض 15 يناير الجاري". الشروق. 4 يناير 2012. مؤرشف من الأصل في 2020-07-24. اطلع عليه بتاريخ 2020-07-24.